# Mário Campos (futebolista)
Mário Alberto Domingos Campos (Torres Vedras, 29 de março de 1947) é um antigo futebolista português que representou, ao longo de toda a sua carreira sénior, a Académica de Coimbra. Ao serviço deste clube, realizou mais de duzentos jogos oficiais entre 1965 e 1977. Foi chamado a representar a Selecção portuguesa por uma vez, num jogo disputado em Londres, contra a Inglaterra, no dia 10 de dezembro de 1969.
Enquanto jogador, Mário Campos obteve a licenciatura em Medicina pela Universidade de Coimbra, sendo actualmente Director do Serviço de Nefrologia dos Hospitais da Universidade de Coimbra.